# Reticulidia fungia
Reticulidia fungia is een slakkensoort uit de familie van de Phyllidiidae. De wetenschappelijke naam van de soort is voor het eerst geldig gepubliceerd in 1993 door Brunckhorst & Gosliner in Brunckhorst.